# Agathis pygmaea
Agathis pygmaea är en stekelart som först beskrevs av Günther Enderlein 1920.  Agathis pygmaea ingår i släktet Agathis och familjen bracksteklar. Inga underarter finns listade i Catalogue of Life.